# Fay Gillis Wells

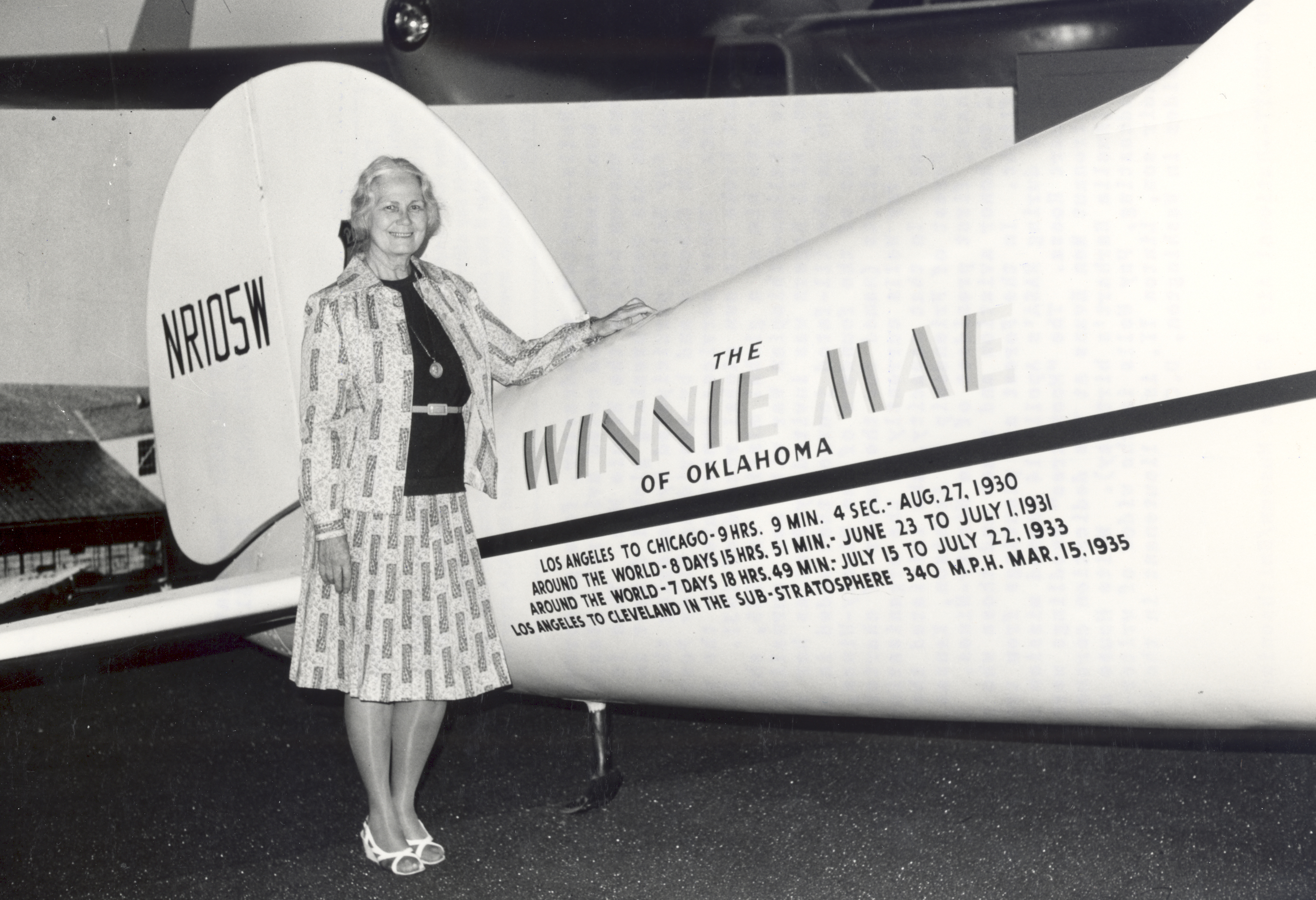
Fay Gillis Wells mit dem Flugzeug Winnie Mae

 Fay Gillis Wells  (* 15. Oktober 1908 in Minneapolis, Minnesota; † 2. Dezember 2002) war eine US-amerikanische Pilotin und Journalistin. Sie war Gründungsmitglied der Pilotinnenvereinigung Ninety Nines. Im Jahr 2003 gehörte sie zu den 100 wichtigsten Frauen in der Luftfahrt.

## Biografie

### Kindheit und Ausbildung
Am 15. Oktober 1908 wurde Helen Fay Gillis als Tochter eines Bergbauingenieurs und einer Auslandskorrespondentin in Minneapolis geboren. Ihrer Eltern nahmen sie bei ihren Auslandsbesuchen in über vier Kontinente mit. Nachdem sie die Battin High School in New Jersey im Jahr 1925 abgeschlossen hatte, entschied sie sich zunächst, Journalismus an der Michigan State University zu studieren. Ihre seit Kindheitstagen bestehende Faszination vom Fliegen und ihr großer Traum, einmal selbst im Cockpit zu sitzen, bewogen sie dazu, die Universität bereits im ersten Studienjahr wieder zu verlassen.

### Erste Karriere als Pilotin
Ihre erste Flugstunde nahm Wells am 1. August 1929 bei der kleinen Fluggesellschaft Curtiss Flying Service in New York City. Während eines Fluges mit einem Doppeldecker im Kunstflugunterricht kam es zu Turbulenzen, welche Wells zwangen auszusteigen, die Reißleine ihres Fallschirms zu ziehen und über Long Island, New York, abzuspringen. Diese Episode brachte ihr, ausgelöst durch das große Interesse der Medien, die Aufnahme als erste Frau in den 1922 gegründeten Caterpillarclub. Die Mitgliedschaft steht allen Pilotinnen und Piloten offen, die ihr Leben durch einen Fallschirmsprung retten konnten.
Einen Monat nach ihrem Fallschirm-Notsprung erhielt sie ihren Pilotenschein am 5. Oktober 1929 und gehörte somit zu den 117 amerikanischen Frauen, die in dieser Zeit eine Lizenz zum Fliegen hatten. Von ihrem großen Geschick im Flugunterricht stark beeindruckt, engagierte sie der Flugzeugbauer Glenn Curtiss (1878–1930) als Vorführpilotin für seine Flugzeugmodelle mit offenem Cockpit. Sie war die erste Frau überhaupt, die in diesem Beruf angestellt wurde. In dieser Zeit machte sie die Bekanntschaft von Amelia Earhart und anderen Pilotinnen, mit denen sie später den Club der Neunundneunzig („Ninety–Nines“) gründete.
Der Club der Neunundneunzig ist eine Vereinigung von amerikanischen Pilotinnen mit Fliegerlizenz. Der Club widmete sich der Förderung der Kameradschaft und der Stellung der Frau in der Luftfahrt. Der von Fay verfassten Einladung zu einem ersten Treffen am 2. November 1929 auf Long Island folgte eine große Anzahl der 117 angeschriebenen Pilotinnen. Insgesamt traten letztendlich neunundneunzig von ihnen der Vereinigung bei, unter ihnen auch Wells. Die Anzahl der ersten Mitglieder wurde der zukünftige Name der Organisation. Auf einem Foto, das bei diesem Treffen entstand, tragen viele der Pilotinnen Kleider und Hüte oder Mäntel mit Pelzkragen. Nur Wells ist mit einem ölbespritzten Fliegeroverall, Helm und Brille bekleidet, da sie kurz zuvor noch an ihrem Flugzeug gearbeitet hatte.
In den darauffolgenden Jahren engagierte sie sich sehr für die Vereinigung, indem sie zum Beispiel Kleidung für Pilotinnen entwarf und ab dem Jahr 1934 als Moderedakteurin für das Magazin der Organisation, genannt „Airwoman“, tätig war.

### Zweite Karriere als Journalistin
Bedingt durch die Geschäfte ihres Vaters, Julius H. Gillis, zog die Familie 1930 in die frühere Sowjetunion und blieb dort bis 1934. Dort konnte Wells neue Erfahrungen sammeln. So schrieb sie während dieser Zeit freiberuflich als Auslandskorrespondentin für die New York Times und den Herald Tribune sowie für eine Vielzahl von russischen Luftfahrtsmagazinen.
1932 flog Wells als erste US-Amerikanerin ein sowjetisches Zivilflugzeug. Im folgenden Jahr bat sie der US-amerikanische Pilot Wiley Post (1898–1935) dann, die Logistik für den russischen Teil seines Soloflugs um die ganze Welt zu übernehmen. Sie kümmerte sich um die Landegenehmigungen und die Kraftstoffbetankung in Nowosibirsk und Irkutsk. Wiley versprach ihr dafür die Teilnahme an seinem nächsten Flug, welcher in die Arktis gehen sollte. Bei ihrer Arbeit als Auslandskorrespondentin lernte Wells jedoch den Piloten und Journalisten Linton Wells kennen, heiratete ihn später und entschied sich gegen den Arktisflug. Wiley Post und der für Wells eingesprungene Will Rogers stürzten später bei diesem Flug ab und kamen ums Leben.
Ihre Flitterwochen verbrachten Fay und Linton Wells in Äthiopien, um über den Krieg gegen Italien vor Ort zu berichten. Er schickte Berichte aus dem Norden und Fay Gillis Wells war im Süden auf Berichterstattung. So kam es, dass von den Eheleuten oftmals gleichzeitig Schlagzeilen auf den Titelzeiten der Zeitungen erschienen.
Nach ihrer Rückkehr in die USA war Fay Wells als Hollywood-Korrespondentin unterwegs und berichtete 13 Jahre lang für das Weiße Haus in der Amtszeit der Präsidenten Lyndon B. Johnson, Richard Nixon, Gerald Ford und Jimmy Carter. Sie reiste mit der Presseabteilung des Weißen Hauses nach Vietnam und war eine von drei Korrespondentinnen, die ausgewählt wurden, Präsident Nixon auf seiner Reise nach China im Jahr 1972 zu begleiten.

### Ihre Arbeit für die Ninety-Nines und andere Projekte in der Luftfahrt
Mit unermesslichen Mut, Enthusiasmus und den Willen etwas zu erreichen, war sie immer eine Inspiration für andere, einen Beitrag zur Weiterentwicklung der Luftfahrt zu leisten, egal wie groß oder klein dieser war.
In Gedenken an die erste Frau, die in einem Flugzeug den Atlantik überquerte, half sie im Jahr 1941 den Amelia-Earhart-Stipendien-Fonds ins Leben zu rufen. Zum 15-jährigen Bestehen des Clubs der Neunundneunzig verfasste sie ein Buch über dessen Geschichte.
Ihr Projekt im Jahr 1963 war die Genehmigung der Amelia-Earhart-Luftpost-Briefmarke.
Der von Fay im Jahr 1973 angeregte „International Forest of Friendship“ wurde am 24. Juli 1978 neben dem Lake Warnock in Atchison, Kansas zum Geburtstag von Amelia Earhart offiziell eröffnet. Dieser Wald wurde in Zusammenarbeit der Ninety Nines und der Stadt Atchison begonnen. Er ist eine Gedenkstätte für die Frauen und Männer in der Luft- und Raumfahrt. Jeder Baum hat eine eigene Flagge und steht für einen amerikanischen Bundesstaat oder für eines der Länder, aus denen die Geehrten stammen. Auf einem Pfad durch den Wald befinden sich Granitplatten, auf denen die Namen von mehr als 1200 berühmten Persönlichkeiten aus der Luftfahrt zu finden sind – unter ihnen auch Amelia Earhart, die Gebrüder Orville und Wilbur Wright.
Zum 40. Jahrestag von Amelia Earharts Soloflug von Honolulu nach San Francisco plante sie 1975 die Feierlichkeiten der Ninety Nines. In den Jahren 1976 bis 1991 war Fay die Gastgeberin des jährlichen Treffens der Ninety Nines in Atchison.

## Ehrungen und Auszeichnungen
Fay erhielt nicht nur den 99s Award of Inspiration, sondern auch den Titel der Ehrenbürgerin für die Städte Atchison und Birmingham. In der Personenenzyklopädie Who’s Who wurde sie unter anderem in den Kategorien „America“, „American Women“ und „Aviation and Aerospace“ aufgenommen. Den Katherine B. Wright-Award – eine Auszeichnung zu Ehren der Schwester von Orville und Wilbur Wright – erhielt sie im Jahr 2001. Im darauf folgenden Jahr war sie Preisträgerin des Amelia Earhart Pioneering Achievement Award. Ein Teil des Preises ist ein mit 10.000,00 $ dotiertes Stipendium, welches die Preisträgerin an eine Bildungseinrichtung ihrer Wahl vergeben durfte.
1995 wurde der Asteroid (4820) Fay nach ihr benannt.